# Space navigator

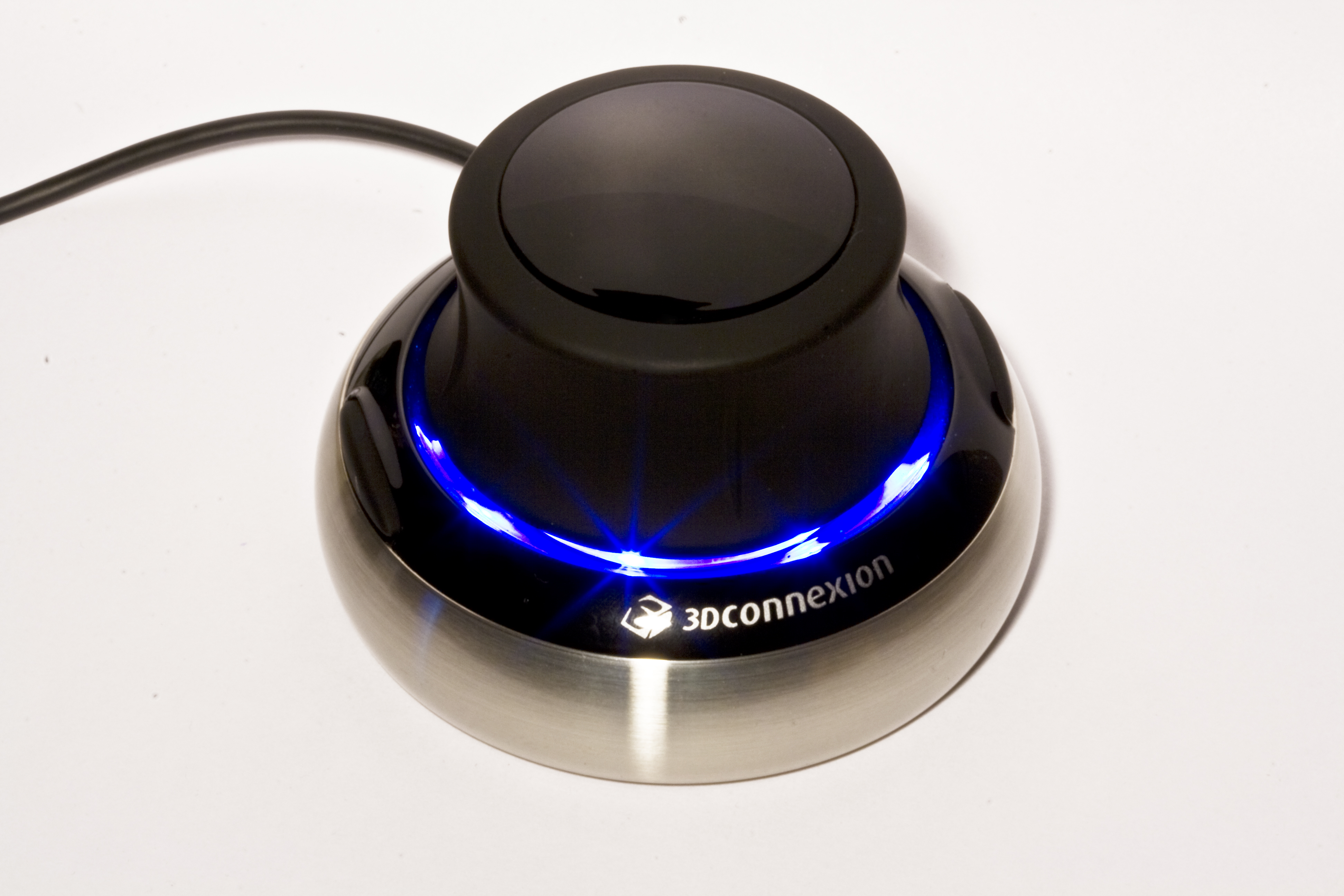
SpaceNavigator

Space Navigator (též „3D myš“) je vstupní zařízení počítače, obdoba joysticku, ale v 3D.
 Rozlišuje pohyb ve 3 osách i rotaci kolem nich, má tedy 6 stupňů volnosti. Hlavní částí je puk, který snímá pohyb a je umístěna na podstavci s pomocnými tlačítky. Do stejné kategorie patří i bratříčci tohoto zařízení: Space Traveler, Space Explorer a Space Pilot. Jednotlivé zařízení se liší počtem tlačítek a vybavením.
Je to výborný pomocník pro profesionální grafiky a architekty vytvářející špičkové modely prostorových objektů v CAD, CAE či CAM. Významným výrobcem těchto zařízení je společnost 3DConnexion (divize známé společnosti Logitech), která podporuje přes 100 významných softwarových aplikací, včetně aktuálního Adobe Photoshopu CS3.